# Kilgoris
Kilgoris est une ville de la province de la vallée du Rift du Kenya, et capitale du District de Trans Mara. Sa population est de 4 500 au recensement de 1999.